# 金民教
金民教（韓語：김민교，1974年4月15日—），韓國男演員及導演。

## 教育
- 首爾現代高中 畢業
- 首爾藝術大學 戲劇系 畢業（93年學級，同期入學有金秀路、李鐘赫、林炯俊等。）[3]

## 活動

### 舞台劇

#### 演出
- 2006年－2011年：《光洙的想法（광수생각）》飾演 光洙
- 2012年9月－2013年2月：《沒禮貌的羅曼史（발칙한 로맨스）》飾演 具奉必
- 2012年6月－2013年3月：《生疏的人們（서툰 사람들）》飾演 張德培

#### 導演
- 2006年－2011年：《光洙的想法》編劇及導演
- 2009年－2011年：《甜蜜的One Night（달콤한 원나잇）》編劇及導演
- 2011年－2013年：《沒禮貌的羅曼史》編劇及導演
- 2012年－2013年：《李基東體育館（이기동 체육관）》導演
- 2013年2月－9月：《生疏的人們》導演

### 電影
- 1998年：《性徹》飾演 和尚
- 2001年：《杀手公司》飾演 刑警
- 2002年：《童僧（朝鲜语：동승 (영화)）》飾演 正心和尚
- 2002年：《點亮打火機（朝鲜语：라이터를 켜라）》飾演 初中同學
- 2003年：《星》飾演 職員4
- 2004年：《你好！UFO》飾演 鄭太
- 2007年：《大韓兒，民國先生》飾演 崔警察
- 2007年：《我們的小區》飾演 朴刑警
- 2008年：《這部電影的電影（朝鲜语：영화는 영화다）》飾演 勒索者
- 2008年：《Secret》飾演 娼妓
- 2009年：《Hello My Love》飾演 朴文基
- 2010年：《情慾對決》飾演 内臣
- 2012年：《驅鬼特攻隊》飾演 蔚珍里村的警察
- 2014年：《High Heel（朝鲜语：하이힐 (2014년 영화)）》飾演 職員1
- 2014年：《高跟鞋》
- 2015年：《恋爱的味道》飾演 摄影师
- 2016年：《賞金獵人》飾演 嚴參
- 2017年：《被操縱的都市》
- 2018年：《錢袋》
- 2017年：《希望海》

### 綜藝
- 2012年：tvN《SNL Korea》Season 2
- 2012年：tvN《SNL Korea》Season 3
- 2013年：On Style 《仲夏夜的夢陣雨2》第3集
- 2013年：MBC《無限挑戰 藝能夏令營特輯》第341,342集
- 2013年：MBC 《故事秀聚寶盆》第2集
- 2013年：Y-STAR（朝鲜语：Y-STAR）《食神Road（朝鲜语：식신로드）》第150集
- 2013年：tvN《現場脫口秀 Taxi》第310集
- 2013年：tvN《SNL Korea》Season 4
- 2014年：XTM（朝鲜语：XTM）《Top Gear Korea（朝鲜语：탑 기어 코리아）》第9集
- 2014年：SBS《Running Man》第220集
- 2015年：SBS《Running Man》第262集
- 2016年：tvN《SNL Korea》Season 7
- 2016年：MBC《真正的男人》中年特輯
- 2016年：SBS《叢林的法則》蒙古篇

### 電視劇
- 2012年：SBS《Sign》 飾演 警官（第一集，特別演出）
- 2012年：KBS2《再一次的婚禮（또 한번의 웨딩）》飾演 婚禮策劃師蔡夏景的親戚
- 2013年：tvN《戀愛操作團：大鼻子情聖》飾演 英達
- 2013年：MBC《Drama Festival－在非洲存活的方法》飾演 金室長
- 2013年：MBC《帝王之女守百香》飾演 罔久
- 2014年：SBS《無盡的愛》飾演 表鎮秀
- 2014年：tvN《剩餘公主》飾演 都智勇
- 2014年：KBS《我的愛屬於你》飾演 李南順（南順·帕朱利吳·李）
- 2017年：JTBC《大力女子都奉順》飾演 亞佳李
- 2019年：MBC《Item》飾演 方學在

### 音樂劇
- 2005年：《Kholstomer－某匹馬的故事》
- 2006年：《From the Bottom》
- 2007年：《Blue Diamonds; 3-dime opera》

### 廣告
- 2013年：Wemakeprice（朝鲜语：위메프）（與金瑟琪共同拍攝）
- 2013年：現代汽車 <Hyundai Avante（朝鲜语：현대 아반떼）>（與徐宥利、安英美、李尙勳（朝鲜语：이상훈 (성우)）共同拍攝）
- 2013年：LG U+ <Tickets Planet>（與金瑟琪共同拍攝）、<LTE series>（與John Park、金九拉、金元海、金智珉（朝鲜语：김지민 (희극인)）共同拍攝）
- 2013年：尼康 （與安英美、權赫秀共同拍攝）
- 2013年：韓國土地住宅公社 <幸福住宅>（與國土交通部共同製作，與安英美共同拍攝）
- 2013年：MMORPG Online Game <秦王>（與徐幼利共同拍攝）
- 2013年：納克森 <絕對武力 Online 2>（與金元海共同拍攝）
- 2013年：Lotte Card（朝鲜语：롯데카드） <Lotte Card App>（與孟秀智（朝鲜语：맹승지）共同拍攝）

### MV
- 2013年：AOA BLACK《MOYA》
- 2013年：HEYNE（朝鲜语：혜이니）《LOVE007》